# Девчин
Девчин (бел. Дзеўчын) — упразднённый сельский населённый пункт, бывшая деревня в составе Гороховского сельсовета Бобруйского района Могилёвской области Республики Беларусь.